# 克軍寺
克軍寺（こくぐんじ）は、香川県高松市にある天台宗の寺院。山号は巖松山（がんしょうざん）。詳しくは、巖松山 本門寿院 克軍寺と称する。本尊は薬師如来。

## 概要
院室である本門寿院（ほんもんじゅいん）の名でも呼ばれる。境内には小堀遠州の作庭と言われる「亀鶴の庭」や、高松藩松平家の女性たちが茶会の名目で密かに信仰していた「切支丹燈籠」がある。

## 歴史
天長9年（832年）、円珍により医王山延寿院金剛寺として開山し、円珍作の薬師如来を安置した。
慶安5年（1652年）には高松藩初代藩主松平頼重が、当寺境内に徳川家康を祀った新たな社殿を建立したが、この御神体は文化12年（1815年）、高松藩第8代藩主松平頼儀によって讃岐東照宮（屋島神社）に移されている。
1904年（明治37年）には境内裏山に新四国庵を創設し、そこに1909年（明治42年）から1915年（大正4年）にかけてミニ四国八十八箇所を開創している。しかし寺は1945年（昭和20年）7月4日の米軍による無差別絨毯爆撃「高松空襲」によって全焼し、諸堂・庫裡などが全て失われた。そこで失われた本堂は1956年（昭和31年）に再建されている。

## アクセス
- ことでんバス瀬戸内海放送前バス停：徒歩4分
- JR昭和町駅：徒歩6分